# FC Twente in het seizoen 2015/16 (mannen)
Het seizoen 2015/2016 is het 51ste jaar in het bestaan van de Enschedese voetbalclub FC Twente. Het eerste elftal van de club komt dit seizoen uit in de Eredivisie en neemt deel aan het toernooi om de KNVB beker.

## Seizoensverloop
FC Twente kende een zeer matige start. Na een gelijk spel in de eerste wedstrijd tegen FC Groningen en vervolgens drie nederlagen werd hoofdtrainer Alfred Schreuder op 30 augustus 2015 ontslagen. Assistenttrainer René Hake werd vervolgens als interim-hoofdtrainer aangewezen. Twee maanden later tekende Hake een contract dat hem tot het einde van het seizoen 2015/16 als hoofdtrainer aan Twente verbond. Tegelijkertijd werd Marino Pusic als nieuwe assistent-trainer aan de technische staf toegevoegd.

## Selectie en technische staf

### Selectie
Dit betreft spelers die in het seizoen 2015/16 en na de eerste officiële wedstrijd op 12 augustus 2014 op enig moment deel uitmaakten van de selectie van FC Twente. Dit is dus inclusief spelers die tijdens het seizoen verhuurd of verkocht zijn.
| #  | Naam                 | Positie      | Geb. datum | Contract | Contract tot | Vorige club             |
| -- | -------------------- | ------------ | ---------- | -------- | ------------ | ----------------------- |
| 1  | Nick Marsman         | Doelman      | 01-10-1990 | 2011     | 2017         | eigen jeugd             |
| 3  | Bruno Uvini          | Verdediger   | 03-06-1991 | 2015     | 2016         | SSC Napoli              |
| 4  | Giorgos Katsikas     | Verdediger   | 14-06-1990 | 2015     | 2016         | PAOK Saloniki           |
| 5  | Robbert Schilder     | Verdediger   | 18-04-1986 | 2012     | 2016         | NAC Breda               |
| 6  | Felipe Gutiérrez     | Middenvelder | 08-10-1990 | 2012     | 2017         | CD Universidad Católica |
| 7  | Chinedu Ede          | Aanvaller    | 05-02-1987 | 2015     | 2017         | 1. FSV Mainz 05         |
| 9  | Torgeir Børven       | Aanvaller    | 03-12-1991 | 2014     | 2018         | Vålerenga IF            |
| 10 | Hakim Ziyech         | Middenvelder | 19-03-1993 | 2014     | 2018         | sc Heerenveen           |
| 11 | Jesús Manuel Corona  | Aanvaller    | 06-01-1993 | 2013     | 2017         | CF Monterrey            |
| 11 | Thomas Agyepong      | Aanvaller    | 10-10-1995 | 2015     | 2016         | Manchester City FC      |
| 12 | Tim Hölscher         | Aanvaller    | 21-02-1995 | 2013     | 2017         | eigen jeugd             |
| 14 | Renato Tapia         | Middenvelder | 28-07-1995 | 2014     | 2017         | eigen jeugd             |
| 15 | Joachim Andersen     | Verdediger   | 31-05-1996 | 2014     | 2016         | eigen jeugd             |
| 16 | Joël Drommel         | Doelman      | 16-11-1996 | 2015     | 2019         | eigen jeugd             |
| 17 | Hidde ter Avest      | Verdediger   | 20-05-1997 | 2015     | 2018         | eigen jeugd             |
| 19 | Shadrach Eghan       | Middenvelder | 04-07-1994 | 2013     | 2017         | eigen jeugd             |
| 20 | Sonny Stevens        | Doelman      | 22-06-1992 | 2013     | 2017         | FC Volendam             |
| 22 | Kamohelo Mokotjo     | Middenvelder | 11-03-1993 | 2014     | 2018         | PEC Zwolle              |
| 23 | Jelle van der Heyden | Middenvelder | 31-05-1995 | 2015     | 2016         | eigen jeugd             |
| 24 | Jari Oosterwijk      | Aanvaller    | 03-03-1995 | 2015     | 2017         | eigen jeugd             |
| 25 | Peet Bijen           | Verdediger   | 28-01-1995 | 2015     | 2016         | eigen jeugd             |
| 26 | Jerson Cabral        | Aanvaller    | 03-01-1991 | 2012     | 2016         | Feyenoord               |
| 27 | Alessio Da Cruz      | Aanvaller    | 18-01-1997 | n.v.t.   | 2017         | eigen jeugd             |
| 28 | Jeroen van der Lely  | Verdediger   | 22-03-1996 | n.v.t.   | 2017         | eigen jeugd             |
| 99 | Michael Olaitan      | Aanvaller    | 01-01-1993 | 2015     | 2016         | Olympiakos Piraeus      |

### Technische staf
| Naam                | Functie           | Opmerking                                      |
| ------------------- | ----------------- | ---------------------------------------------- |
| Alfred Schreuder    | Hoofdtrainer      | Ontslagen op 30 augustus 2015                  |
| René Hake           | Hoofdtrainer      | Assistent onder Schreuder tot 30 augustus 2015 |
| Boudewijn Pahlplatz | Assistent-trainer |                                                |
| Marino Pusic        | Assistent-trainer | Vanaf 30 oktober 2015                          |
| Theo Snelders       | Keeperstrainer    |                                                |

## Transfers

### Aangetrokken
| Naam             | Vorige club               | Contract per | Contract tot |
| ---------------- | ------------------------- | ------------ | ------------ |
| Thomas Agyepong  | Manchester City FC (huur) | 31-07-2015   | 2016         |
| Chinedu Ede      | 1. FSV Mainz 05           | 27-08-2015   | 2017         |
| Giorgos Katsikas | PAOK Saloniki             | 02-07-2015   | 2016         |
| Michael Olaitan  | Olympiakos Piraeus (huur) | 30-07-2015   | 2016         |
| Bruno Uvini      | SSC Napoli (huur)         | 13-07-2015   | 2016         |

### Afkomstig uit eigen jeugd
| Naam                 | Van            | Bij FC Twente sinds | Contract tot |
| -------------------- | -------------- | ------------------- | ------------ |
| Hidde ter Avest      | FC Twente A1   | 2008                | 2018         |
| Peet Bijen           | Jong FC Twente | 2006                | 2016         |
| Alessio Da Cruz      | FC Twente A1   | 2011                | 2018         |
| Joël Drommel         | Jong FC Twente | 2014                | 2019         |
| Jelle van der Heyden | Jong FC Twente | 2008                | 2016         |
| Jeroen van der Lely  | FC Twente A1   | 2008                | 2017         |
| Jari Oosterwijk      | Jong FC Twente | 2009                | 2017         |

### Verhuurd
| Naam             | Naar                  | Opmerking |
| ---------------- | --------------------- | --------- |
| Kyle Ebecilio    | Nottingham Forest FC  |           |
| Daniel Fernandes | San Antonio Scorpions |           |

### Vertrokken
| Naam             | Naar                   | Opmerking              |
| ---------------- | ---------------------- | ---------------------- |
| Filip Bednarek   | FC Utrecht             | Einde contract         |
| Andreas Bjelland | Brentford FC           | Verkocht               |
| Tim Breukers     | Heracles Almelo        | Einde contract         |
| Luc Castaignos   | Eintracht Frankfurt    | Verkocht               |
| Chris David      | Go Ahead Eagles        | Einde huurovereenkomst |
| Orlando Engelaar | einde loopbaan         | Einde contract         |
| Dico Koppers     | Willem II              | Einde contract         |
| Kasper Kusk      | FC Kopenhagen          | Verkocht               |
| Darryl Lachman   | Sheffield Wednesday FC | Verkocht               |
| Cuco Martina     | Southampton FC         | Verkocht               |
| Ryo Miyaichi     | FC St. Pauli           | Einde huurovereenkomst |
| Youness Mokhtar  | Al-Nassr               | Verkocht               |
| Bilal Ould-Chikh | SL Benfica             | Verkocht               |
| Andrej Rendla    | ŽP Šport Podbrezová    | Einde contract         |

## Wedstrijdstatistieken

### Oefenduels
| Oefenduel 1 | Regioselectie Vechtdal                    | 1 - 7 (0 - 4)                                                                                          | FC Twente | Selectie FC Twente: |
| wo. 8 juli 2015 Aanvangstijd: 19:00 uur Plaats: Mariënberg Sportpark Het Westerpark Toeschouwers: 450 Scheidsrechter: Roelof Luinge    | Tom Heerkes 78'                           | 0 - 1 0 - 2 0 - 3 0 - 4 0 - 5 0 - 6 1 - 6 1 - 7                                                        | 7' Youness Mokhtar 29' Hakim Ziyech (p.) 33' Shadrach Eghan 38' Tim Hölscher 65' Jari Oosterwijk 70' Jari Oosterwijk 83' Alessio Da Cruz | OPSTELLING EERSTE HELFT: Marsman - Ter Avest, Andersen, Katsikas, Schilder - Van der Heyden, Ziyech, Mokotjo - Mokhtar, Eghan, Hölscher OPSTELLING TWEEDE HELFT: Plattel - Bleker, Bijen, Jensen, Ebecilio - Ntuli, Zschusschen, Schütte - Cabral, Oosterwijk, Da Cruz WISSELS: 68' Schwering - Jensen                                                                                                |
| |                                           | | | |
| Oefenduel 2 | Team Twenterand                           | 0 - 16 (0 - 11)                                                                                        | FC Twente | Selectie FC Twente: |
| za. 11 juli 2015 Aanvangstijd: 14:30 uur Plaats: Vriezenveen Sportpark Het Midden Toeschouwers: 2000 Scheidsrechter: Raymond Meilink   |                                           | 0 - 1 0 - 2 0 - 3 0 - 4 0 - 5 0 - 6 0 - 7 0 - 8 0 - 9 0 - 10 0 - 11 0 - 12 0 - 13 0 - 14 0 - 15 0 - 16 | 1' Hakim Ziyech 4' Hidde ter Avest 5' Hakim Ziyech 9' Hakim Ziyech 11' Shadrach Eghan 15' Shadrach Eghan 21' Shadrach Eghan 24' Hakim Ziyech 39' Tim Hölscher 43' Shadrach Eghan 45' Hakim Ziyech 50' Jerson Cabral 66' Jerson Cabral 74' Nana Ntuli 76' Lars Bleker 87' Felitciano Zschusschen | OPSTELLING EERSTE HELFT: Marsman - Ter Avest, Andersen, Katsikas, Schilder - Van der Heyden, Ziyech, Mokotjo - Mokhtar, Eghan, Hölscher OPSTELLING TWEEDE HELFT: Plattel - Bleker, Bijen, Jensen, Schwering - Ebecilio, Ntuli, Schütte - Cabral, Zschusschen, Da Cruz |
| |                                           | | | |
| Oefenduel 3 | SDV Barneveld                             | 0 - 4 (0 - 0)                                                                                          | FC Twente | Selectie FC Twente: |
| wo. 15 juli 2015 Aanvangstijd: 19:30 uur Plaats: Barneveld Sportpark Norschoten Toeschouwers: 1500 Scheidsrechter: Ruud Bossen         |                                           | 0 - 1 0 - 2 0 - 3 0 - 4                                                                                | 54' Kyle Ebecilio 72' Shadrach Eghan 77' Jelle van der Heyden 89' Shadrach Eghan | BASISOPSTELLING: Plattel - Bleker, Bijen, Jensen, Schwering - Ebecilio, Ntuli, Schütte - Cabral, Oosterwijk, Da Cruz WISSELS: 46' Marsman - Plattel 60' Ter Avest - Bleker 60' Katsikas - Bijen 60' Andersen - Schwering 60' Schilder - Jensen 60' Van der Heyden - Ntuli 60' Mokotjo - Ebecilio 60' Ziyech - Da Cruz 60' Mokhtar - Schütte 60' Eghan - Oosterwijk 60' Hölscher - Cabral              |
| |                                           | | | |
| Oefenduel 4 | Achilles '29                              | 0 - 3 (0 - 1)                                                                                          | FC Twente | Selectie FC Twente: |
| za. 18 juli 2015 Aanvangstijd: 15:00 uur Plaats: Groesbeek Sportpark De Heikant Toeschouwers: .... Scheidsrechter: ....                |                                           | 0 - 1 0 - 2 0 - 3                                                                                      | 43' Hakim Ziyech 57' Hakim Ziyech 69' Alessio Da Cruz | BASISOPSTELLING: Marsman - Ter Avest, Andersen, Katsikas, Schilder - Van der Heyden, Ziyech, Mokotjo - Mokhtar, Eghan, Hölscher WISSELS: 60' Drommel - Plattel 60' Bleker - Ter Avest 60' Bijen - Katsikas 60' Jensen - Andersen 60' Schwering - Schilder 60' Ebecilio - Van der Heyden 60' Ntuli - Ziyech 60' Schütte - Mokotjo 60' Cabral - Mokhtar 60' Oosterwijk - Eghan 60' Da Cruz - Hölscher   |
| |                                           | | | |
| Oefenduel 5 | FC Twente                                 | 2 - 0 (1 - 0)                                                                                          | Sivasspor | Selectie FC Twente: |
| wo. 22 juli 2015 Aanvangstijd: 19:00 uur Plaats: Vriezenveen Sportpark Het Midden Toeschouwers: .... Scheidsrechter: Jochem Kamphuis   | Hakim Ziyech (p.) 42' Youness Mokhtar 78' | 1 - 0 2 - 0                                                                                            | | BASISOPSTELLING: Marsman - Ter Avest, Bijen, Katsikas, Schilder - Van der Heyden, Ziyech, Mokotjo - Cabral, Eghan, Hölscher WISSELS: Drommel, Andersen, Ebecilio, Mokhtar, Oosterwijk, Ntuli, Da Cruz, Bleker (Alle wisselspelers kwam in deze wedstrijd tot spelen.) |
| - Ebecilio en Hölscher kregen een gele kaart.                                                                                          |                                           | | | |
| Oefenduel 6 | FC Twente                                 | 0 - 5 (0 - 5)                                                                                          | Gençlerbirliği SK | Selectie FC Twente: |
| za. 25 juli 2015 Aanvangstijd: 16:00 uur Plaats: Oldenzaal Sportpark Vondersweijde Toeschouwers: .... Scheidsrechter: ....             |                                           | 0 - 1 0 - 2 0 - 3 0 - 4 0 - 5                                                                          | 10' İrfan Can Kahveci 13' Ólafur Ingi Skúlason 32' Moestafa El Kabir 39' Bogdan Stancu 45' Bogdan Stancu | BASISOPSTELLING: Marsman - Ter Avest, Uvini, Katsikas, Schilder - Van der Heyden, Ziyech, Mokotjo - Cabral, Eghan, Hölscher WISSELS: 33' Andersen - Uvini 61' Tapia - Mokotjo 69' Ebecilio - Van der Heyden 75' Bijen - Katsikas 75' Oosterwijk - Eghan 75' Mokhtar - Hölscher 83' Da Cruz - Cabral                                                                                                   |
| |                                           | | | |
| Oefenduel 7 | FC Twente                                 | 1 - 2 (0 - 2)                                                                                          | Olympiakos Piraeus | Selectie FC Twente: |
| wo. 29 juli 2015 Aanvangstijd: 19:00 uur Plaats: Veenoord Sportpark Veenoord Toeschouwers: ... Scheidsrechter: Ed Janssen              | Hakim Ziyech 77'                          | 0 - 1 0 - 2 1 - 2                                                                                      | 29' Kostas Fortounis 45' Felipe Pardo | BASISOPSTELLING: Drommel - Andersen, Uvini, Bijen, Schilder - Ebecilio, Ziyech, Tapia - Cabral, Oosterwijk, Hölscher WISSELS: 46' Van der Lely - Schilder 46' Mokotjo - Tapia 46' Da Cruz - Cabral 46' Mokhtar - Hölscher 62' Van der Heyden - Uvini 76' Eghan - Oosterwijk |
| |                                           | | | |
| Oefenduel 8 | FC Schalke 04                             | 1 - 1 (1 - 0)                                                                                          | FC Twente | Selectie FC Twente: |
| zo. 2 augustus 2015 Aanvangstijd: 17:30 uur Plaats: Gelsenkirchen Veltins-Arena Toeschouwers: 33.315 Scheidsrechter: Thorsten Kinhöfer | Johannes Geis 28'                         | 1 - 0 1 - 1                                                                                            | 85' Michael Olaitan | BASISOPSTELLING: Marsman - Ter Avest, Katsikas, Bijen, Schilder - Van der Heyden, Ziyech, Tapia, Mokotjo - Eghan, Hölscher RESERVEBANK: Drommel, Uvini, Andersen, Van der Lely, Gutiérrez, Da Cruz, Cabral, Olaitan, Oosterwijk WISSELS: 46' Uvini - Bijen 46' Gutiérrez - Hölscher 46' Olaitan - Eghan 63' Cabral - Tapia 69' Van der Lely - Ter Avest 84' Da Cruz - Mokotjo 84' Andersen - Schilder |
| |                                           | | | |
| |                                           | | | |

### Eredivisie
| 1e speelronde | FC Groningen                                                                                        | 1 - 1 (0 - 1)                       | FC Twente                                                                      | Selectie FC Twente: |
| zo. 9 augustus 2015 Aanvangstijd: 14:30 uur Plaats: Groningen Euroborg Toeschouwers: 22.241 Scheidsrechter: Ed Janssen | Michael de Leeuw 84'                                                                                | 0 - 1 1 - 1                         | 42' Renato Tapia                                                               | BASISOPSTELLING: Marsman - Ter Avest, Uvini, Katsikas, Schilder - Van der Heyden, Mokotjo, Gutiérrez, Tapia - Ziyech , Eghan RESERVEBANK: Drommel, Bijen, Van der Lely, Corona, Da Cruz, Oosterwijk, Hölscher WISSELS: 65' Hölscher - Tapia 79' Corona - Eghan TRAINER: Alfred Schreuder                                     |
| - Afwezig: Agyepong, Børven, Stevens (geblesseerd), Olaitan (geen werkvergunning) - Gele kaarten: – - Assists: Ziyech - Bruno Uvini en Giorgos Katsikas maakten hun officiële debuut voor FC Twente. | |                                     |                                                                                | |
| 2e speelronde | FC Twente                                                                                           | 1 - 4 (0 - 2)                       | ADO Den Haag                                                                   | Selectie FC Twente: |
| za. 15 augustus 2015 Aanvangstijd: 19:45 uur Plaats: Enschede De Grolsch Veste Toeschouwers: 24.900 Scheidsrechter: Serdar Gözübüyük | Hakim Ziyech 59'                                                                                    | 0 - 1 0 - 2 1 - 2 1 - 3 1 - 4       | 12' Mike Havenaar 27' Ruben Schaken 72' Vito Wormgoor 80' Édouard Duplan       | BASISOPSTELLING: Marsman - Ter Avest, Uvini, Katsikas, Schilder - Van der Heyden, Mokotjo, Gutiérrez, Tapia - Ziyech , Olaitan RESERVEBANK: Drommel, Bijen, Van der Lely, Eghan, Corona, Da Cruz, Oosterwijk WISSELS: 38' Corona - Van der Heyden 46' Da Cruz - Uvini 66' Van der Lely - Ter Avest TRAINER: Alfred Schreuder |
| - Afwezig: Agyepong, Børven, Stevens (geblesseerd) - Gele kaarten: Da Cruz (55') - Assists: – - Alessio Da Cruz en Jeroen van der Lely maakten hun officiële debuut voor FC Twente. | |                                     |                                                                                | |
| 3e speelronde | PEC Zwolle                                                                                          | 2 - 1 (1 - 0)                       | FC Twente                                                                      | Selectie FC Twente: |
| zo. 23 augustus 2015 Aanvangstijd: 12:30 uur Plaats: Zwolle IJsseldelta Stadion Toeschouwers: 12.123 Scheidsrechter: Kevin Blom | Lars Veldwijk (p.) 26' Ben Rienstra 63'                                                             | 1 - 0 1 - 1 2 - 1                   | 46' Hakim Ziyech                                                               | BASISOPSTELLING: Marsman - Ter Avest, Uvini, Bijen, Schilder - Mokotjo, Ziyech , Gutiérrez - Corona, Olaitan, Da Cruz RESERVEBANK: Drommel, Andersen, Van der Lely, Van der Heyden, Tapia, Eghan, Oosterwijk WISSELS: 68' Van der Lely - Ter Avest 75' Tapia - Gutiérrez 81' Oosterwijk - Da Cruz TRAINER: Alfred Schreuder  |
| - Afwezig: Agyepong, Børven, Katsikas, Stevens (geblesseerd) - Gele kaarten: – - Assists: Schilder | |                                     |                                                                                | |
| 4e speelronde | Heracles Almelo                                                                                     | 2 - 0 (1 - 0)                       | FC Twente                                                                      | Selectie FC Twente: |
| za. 29 augustus 2015 Aanvangstijd: 20:45 uur Plaats: Almelo Polman Stadion Toeschouwers: 12.100 Scheidsrechter: Dennis Higler | Iliass Bel Hassani 17' Wout Weghorst 75'                                                            | 1 - 0 2 - 0                         |                                                                                | BASISOPSTELLING: Marsman - Ter Avest, Uvini, Katsikas, Van der Lely - Mokotjo, Ziyech , Gutiérrez - Corona, Olaitan, Ede RESERVEBANK: Drommel, Andersen, Bijen, Van der Heyden, Tapia, Oosterwijk, Da Cruz WISSELS: 70' Oosterwijk - Corona 71' Tapia - Uvini TRAINER: Alfred Schreuder                                      |
| - Afwezig: Agyepong, Børven, Schilder, Stevens (geblesseerd) - Gele kaarten: Katsikas (74') - Assists: – - Chinedu Ede maakte zijn debuut voor FC Twente. - Wegens de teleurstellende resultaten werd trainer Alfred Schreuder daags na de wedstrijd ontslagen.                                                  | |                                     |                                                                                | |
| 5e speelronde | FC Twente                                                                                           | 2 - 2 (1 - 0)                       | AFC Ajax                                                                       | Selectie FC Twente: |
| za. 12 september 2015 Aanvangstijd: 19:45 uur Plaats: Enschede De Grolsch Veste Toeschouwers: 29.000 Scheidsrechter: Pol van Boekel | Felipe Gutiérrez 20' Hakim Ziyech (p.) 51'                                                          | 1 - 0 2 - 0 2 - 1 2 - 2             | 65' Viktor Fischer 82' Nemanja Gudelj (p.)                                     | BASISOPSTELLING: Drommel - Ter Avest, Tapia, Bijen, Schilder - Mokotjo, Ziyech , Gutiérrez - - Ede, Olaitan, Cabral RESERVEBANK: Marsman, Uvini, Van der Lely, Van der Heyden, Hölscher, Oosterwijk, Da Cruz WISSELS: 22' Uvini - Tapia 73' Hölscher - Ede 83' Oosterwijk - Ziyech TRAINER: René Hake                        |
| - Afwezig: Agyepong, Børven, Katsikas, Stevens (geblesseerd) - Gele kaarten: Ede (16'), Mokotjo (62'), Olaitan (71'), Drommel (81') - Assists: Ziyech - Trainer René Hake en doelverdediger Joël Drommel maakten hun debuut voor FC Twente. - Na het uitvallen van Ziyech nam Gutiérrez de aanvoerdersband over. | |                                     |                                                                                | |
| 6e speelronde | SC Cambuur                                                                                          | 0 - 0                               | FC Twente                                                                      | Selectie FC Twente: |
| za. 19 september 2015 Aanvangstijd: 18:30 uur Plaats: Leeuwarden Cambuurstadion Toeschouwers: 9.714 Scheidsrechter: Jochem Kamphuis | |                                     |                                                                                | BASISOPSTELLING: Drommel - Ter Avest, Uvini, Bijen, Schilder - Mokotjo, Ziyech , Gutiérrez - Ede, Olaitan, Cabral RESERVEBANK: Marsman, Andersen, Van der Lely, Van der Heyden, Hölscher, Oosterwijk, Da Cruz WISSELS: 85' Da Cruz - Cabral 90' Hölscher - Ede TRAINER: René Hake                                            |
| - Afwezig: Agyepong, Børven, Katsikas, Stevens, Tapia (geblesseerd) - Gele kaarten: Gutiérrez (80') - Assists: – | |                                     |                                                                                | |
| 7e speelronde | FC Twente                                                                                           | 2 - 1 (2 - 0)                       | Roda JC Kerkrade                                                               | Selectie FC Twente: |
| zo. 27 september 2015 Aanvangstijd: 16:45 uur Plaats: Enschede De Grolsch Veste Toeschouwers: 24.700 Scheidsrechter: Serdar Gözübüyük | Jari Oosterwijk 26' Kamohelo Mokotjo 29                                                             | 1 - 0 2 - 0 2 - 1                   | 81' Tomi Jurić                                                                 | BASISOPSTELLING: Drommel - Ter Avest, Uvini, Bijen, Schilder - Mokotjo, Ziyech , Gutiérrez - Olaitan, Oosterwijk, Ede RESERVEBANK: Marsman, Andersen, Van der Lely, Van der Heyden, Hölscher, Eghan, Da Cruz WISSELS: 71' Van der Heijden - Olaitan 87' Van der Lely - Ter Avest TRAINER: René Hake                          |
| - Afwezig: Agyepong, Børven, Cabral, Katsikas, Stevens, Tapia (geblesseerd) - Gele kaarten: – - Assists: Ziyech (2x) | |                                     |                                                                                | |
| 8e speelronde | AZ                                                                                                  | 3 - 1 (0 - 0)                       | FC Twente                                                                      | Selectie FC Twente: |
| zo. 4 oktober 2015 Aanvangstijd: 16:45 uur Plaats: Alkmaar AFAS Stadion Toeschouwers: 13.711 Scheidsrechter: Ed Janssen | Vincent Janssen 64' Vincent Janssen 73' Guus Hupperts 79'                                           | 1 - 0 2 - 0 3 - 0 3 - 1             | 82' Hakim Ziyech                                                               | BASISOPSTELLING: Drommel - Ter Avest, Uvini, Bijen, Schilder - Mokotjo, Ziyech , Gutiérrez - Olaitan, Oosterwijk, Ede RESERVEBANK: Plattel, Andersen, Van der Lely, Van der Heyden, Hölscher, Eghan, Agyepong WISSELS: 46' Van der Lely - Ter Avest 71' Van der Heyden - Gutiérrez 76' Agyepong - Olaitan TRAINER: René Hake |
| - Afwezig: Børven, Cabral, Katsikas, Marsman, Stevens, Tapia (geblesseerd) - Gele kaarten: Oosterwijk (57') - Assists: Van der Heijden | |                                     |                                                                                | |
| 9e speelronde | FC Twente                                                                                           | 1 - 0 (0 - 0)                       | N.E.C.                                                                         | Selectie FC Twente: |
| zo. 18 oktober 2015 Aanvangstijd: 12:30 uur Plaats: Enschede De Grolsch Veste Toeschouwers: 24.500 Scheidsrechter: Jeroen Manschot | Peet Bijen 68'                                                                                      | 1 - 0                               |                                                                                | BASISOPSTELLING: Drommel - Ter Avest, Uvini, Bijen, Schilder - Mokotjo, Ziyech , Gutiérrez - Olaitan, Oosterwijk, Ede RESERVEBANK: Plattel, Andersen, Van der Lely, Van der Heyden, Hölscher, Eghan, Agyepong WISSELS: 27' Van der Lely - Schilder 65' Van der Heyden - Gutiérrez 65' Agyepong - Olaitan TRAINER: René Hake  |
| - Afwezig: Børven, Cabral, Katsikas, Marsman, Stevens (geblesseerd) - Gele kaarten: – - Assists: – | |                                     |                                                                                | |
| 10e speelronde | FC Twente                                                                                           | 1 - 3 (0 - 0)                       | PSV                                                                            | Selectie FC Twente: |
| za. 24 oktober 2015 Aanvangstijd: 19:45 uur Plaats: Enschede De Grolsch Veste Toeschouwers: 25.500 Scheidsrechter: Kevin Blom | Hakim Ziyech 58'                                                                                    | 0 - 1 1 - 1 1 - 2 1 - 3             | 52' Luuk de Jong 84' Jürgen Locadia 86' Gastón Pereiro                         | BASISOPSTELLING: Drommel - Ter Avest, Uvini, Bijen, Van der Lely - Mokotjo, Ziyech , Gutiérrez - Hölscher, Oosterwijk, Agyepong RESERVEBANK: Verrips, Andersen, Tapia, Van der Heyden, Olaitan, Eghan, Cabral WISSELS: 62' Cabral - Agyepong 72' Tapia - Hölscher TRAINER: René Hake                                         |
| - Afwezig: Børven, Ede, Katsikas, Marsman, Plattel, Schilder, Stevens (geblesseerd) - Gele kaarten: Gutiérrez (31') - Assists: – | |                                     |                                                                                | |
| 11e speelronde | FC Utrecht                                                                                          | 4 - 2 (2 - 2)                       | FC Twente                                                                      | Selectie FC Twente: |
| zo. 1 november 2015 Aanvangstijd: 14:30 uur Plaats: Utrecht Stadion Galgenwaard Toeschouwers: 17.034 Scheidsrechter: Dennis Higler | Timo Letschert 29' Joël Drommel (ed) 38' Nacer Barazite 64' Sébastien Haller (p) 89'                | 0 - 1 1 - 1 2 - 1 2 - 2 3 - 2 4 - 2 | 18' Thomas Agyepong 40' Hakim Ziyech                                           | BASISOPSTELLING: Drommel - Ter Avest, Uvini, Bijen, Van der Lely - Mokotjo, Ziyech , Gutiérrez - Ede, Oosterwijk, Agyepong RESERVEBANK: Verrips, Andersen, Tapia, Van der Heyden, Olaitan, Hölscher, Cabral WISSELS: 74' Cabral - Agyepong 75' Tapia - Van der Lely 85' Olaitan - Ede TRAINER: René Hake                     |
| - Afwezig: Børven, Katsikas, Marsman, Plattel, Schilder, Stevens (geblesseerd) - Gele kaarten: – - Assists: Ede, Oosterwijk | |                                     |                                                                                | |
| 12e speelronde | FC Twente                                                                                           | 1 - 4 (0 - 2)                       | sc Heerenveen                                                                  | Selectie FC Twente: |
| za. 7 november 2015 Aanvangstijd: 18:30 uur Plaats: Enschede De Grolsch Veste Toeschouwers: 25.600 Scheidsrechter: Jochem Kamphuis | Hakim Ziyech 64'                                                                                    | 0 - 1 0 - 2 1 - 2 1 - 3 1 - 4       | 6' Luciano Slagveer 40' Kenny Otigba 79' Joachim Andersen (ed) 85' Sam Larsson | BASISOPSTELLING: Drommel - Ter Avest, Uvini, Andersen, Van der Lely - Mokotjo, Ziyech , Gutiérrez - Ede, Oosterwijk, Agyepong RESERVEBANK: Verrips, Bijen, Jensen, Van der Heyden, Olaitan, Hölscher, Eghan WISSELS: 46' Eghan - Ede 72' Olaitan - Ter Avest 81' Hölscher - Agyepong TRAINER: René Hake                      |
| - Afwezig: Børven, Katsikas, Marsman, Plattel, Schilder, Stevens, Tapia (geblesseerd) - Gele kaarten: Ziyech (40'), Oosterwijk (55') - Assists: Eghan - Ziyech miste in de 15e minuut een strafschop. | |                                     |                                                                                | |
| 13e speelronde | Feyenoord                                                                                           | 5 - 0 (2 - 0)                       | FC Twente                                                                      | Selectie FC Twente: |
| zo. 22 november 2015 Aanvangstijd: 14:30 uur Plaats: Rotterdam Stadion Feijenoord Toeschouwers: 47.500 Scheidsrechter: Richard Liesveld | Simon Gustafson 7' Simon Gustafson 26' Michiel Kramer 46' Karim El Ahmadi 50' Bilal Başacıkoğlu 90' | 1 - 0 2 - 0 3 - 0 4 - 0 5 - 0       |                                                                                | BASISOPSTELLING: Drommel - Van der Lely, Tapia, Andersen, Bijen - Mokotjo, Gutiérrez, Van der Heyden - Ede, Ziyech , Agyepong RESERVEBANK: Marsman, Jensen, Hölscher, Olaitan, Cabral, Oosterwijk, Da Cruz WISSELS: 67' Olaitan - Gutiérrez 74' Hölscher - Van der Heyden TRAINER: René Hake                                 |
| - Afwezig: Ter Avest, Børven, Katsikas, Plattel, Schilder, Stevens, Uvini (geblesseerd) - Rode kaart: Hölscher (76') - Gele kaarten: Mokotjo (37'), Agyepong (75') - Assists: – | |                                     |                                                                                | |
| 14e speelronde | FC Twente                                                                                           | 1 - 3 (1 - 3)                       | Willem II                                                                      | Selectie FC Twente: |
| za. 28 november 2015 Aanvangstijd: 20:45 uur Plaats: Enschede De Grolsch Veste Toeschouwers: 24.100 Scheidsrechter: Jeroen Manschot | Jari Oosterwijk 37'                                                                                 | 0 - 1 0 - 2 1 - 2 1 - 3             | 16' Lucas Andersen 21' Lucas Andersen 45' Lucas Andersen                       | BASISOPSTELLING: Drommel - Van der Lely, Uvini, Andersen, Bijen - Mokotjo, Ziyech , Tapia - Agyepong, Oosterwijk, Ede RESERVEBANK: Marsman, Jensen, Van der Heyden, Gutiérrez, Olaitan, Da Cruz WISSELS: 39' Van der Heyden - Ede 80' Olaitan - Van der Lely TRAINER: René Hake                                              |
| - Afwezig: Ter Avest, Børven, Katsikas, Plattel, Schilder, Stevens (geblesseerd), Hölscher (schorsing) - Jerson Cabral werd kort voor de wedstrijd uit de selectie gezet omdat hij te laat was bij de wedstrijdbespreking. - Gele kaarten: Van der Heyden (68'), Ziyech (78'), Bijen (79') - Assists: Ede        | |                                     |                                                                                | |
| 15e speelronde | Excelsior                                                                                           | 1 - 1 (1 - 0)                       | FC Twente                                                                      | Selectie FC Twente: |
| za. 5 december 2015 Aanvangstijd: 18:30 uur Plaats: Rotterdam Stadion Woudestein Toeschouwers: 3.400 Scheidsrechter: Martin van den Kerkhof | Tom van Weert 38'                                                                                   | 1 - 0 1 - 1                         | 75' Hakim Ziyech                                                               | BASISOPSTELLING: Marsman - Van der Lely, Uvini, Andersen, Bijen - Mokotjo, Ziyech , Tapia - Olaitan, Oosterwijk, Agyepong RESERVEBANK: Drommel, Jensen, Van der Heyden, Gutiérrez, Cabral, Hölscher, Da Cruz WISSELS: 39' Van der Heyden - Ede 80' Olaitan - Van der Lely TRAINER: René Hake                                 |
| - Afwezig: Ter Avest, Børven, Ede, Katsikas, Plattel, Schilder, Stevens (geblesseerd) - Gele kaarten: Van der Lely (57') - Assists: – | |                                     |                                                                                | |
| 16e speelronde | FC Twente                                                                                           | 2 - 1 (1 - 1)                       | De Graafschap                                                                  | Selectie FC Twente: |
| za. 12 december 2015 Aanvangstijd: 20:45 uur Plaats: Enschede De Grolsch Veste Toeschouwers: 25.100 Scheidsrechter: Ed Janssen | 34' Joachim Andersen 90' Hakim Ziyech                                                               | 0 - 1 1 - 1 2 - 1                   | 32' Andrew Driver                                                              | BASISOPSTELLING: Marsman - Van der Lely, Uvini, Andersen, Bijen - Mokotjo, Ziyech , Tapia - Olaitan, Oosterwijk, Cabral RESERVEBANK: Drommel, Ter Avest, Van der Heyden, Gutiérrez, Eghan, Hölscher, Da Cruz WISSELS: 31' Drommel - Olaitan 85' Gutiérrez - Oosterwijk TRAINER: René Hake                                    |
| - Afwezig: Agyepong, Børven, Ede, Katsikas, Schilder, Stevens (geblesseerd) - Rode kaart: Marsman (30') - Gele kaarten: Andersen (81') - Assists: Ziyech, Gutiérrez - Cas Peters van De Graafschap miste in de 32e minuut een strafschop.                                                                        | |                                     |                                                                                | |
| 17e speelronde | Vitesse                                                                                             | 5 - 1 (2 - 1)                       | FC Twente                                                                      | Selectie FC Twente: |
| vrij. 18 december 2015 Aanvangstijd: 20:00 uur Plaats: Arnhem GelreDome Toeschouwers: 15.987 Scheidsrechter: Serdar Gözübüyük | Valeri Kazaisjvili 10' Milot Rashica 18' Dominic Solanke 55' Milot Rashica 58' Denys Oliynyk 82'    | 1 - 0 2 - 0 2 - 1 3 - 1 4 - 1 5 - 1 | 44' Hakim Ziyech                                                               | |
| | |                                     |                                                                                | |
| 18e speelronde | FC Twente                                                                                           | 4 - 0 (2 - 0)                       | Heracles Almelo                                                                | Selectie FC Twente: |
| vrij. 15 januari 2016 Aanvangstijd: 20:00 uur Plaats: Enschede De Grolsch Veste Toeschouwers: 28.900 Scheidsrechter: Kevin Blom | Chinedu Ede 16' Hakim Ziyech 30' Chinedu Ede 60' Hidde ter Avest 63'                                | 1 - 0 2 - 0 3 - 0 4 - 0             |                                                                                | |
| | |                                     |                                                                                | |
| 19e speelronde | PSV                                                                                                 | 4 - 2 (3 - 1)                       | FC Twente                                                                      | Selectie FC Twente: |
| zo. 24 januari 2016 Aanvangstijd: 14:30 uur Plaats: Eindhoven Philips Stadion Toeschouwers: 33.000 Scheidsrechter: Pol van Boekel | Héctor Moreno 21' Héctor Moreno 23' Luciano Narsingh 37' Florian Jozefzoon 79'                      | 0 - 1 1 - 1 2 - 1 3 - 1 3 - 2 4 - 2 | 8' Jari Oosterwijk 69' Chinedu Ede                                             | |
| | |                                     |                                                                                | |
| 20e speelronde | N.E.C.                                                                                              | 2 - 0 (0 - 0)                       | FC Twente                                                                      | Selectie FC Twente: |
| wo. 27 januari 2016 Aanvangstijd: 18:30 uur Plaats: Nijmegen Goffertstadion Toeschouwers: 10.958 Scheidsrechter: Edwin van de Graaf | Anthony Limbombe 75' Christian Santos 88'                                                           | 1 - 0 2 - 0                         |                                                                                | |
| | |                                     |                                                                                | |
| 21e speelronde | FC Twente                                                                                           | 3 - 1 (3 - 0)                       | FC Utrecht                                                                     | Selectie FC Twente: |
| zo. 31 januari 2016 Aanvangstijd: 16:45 uur Plaats: Enschede De Grolsch Veste Toeschouwers: 24.400 Scheidsrechter: Siemen Mulder | Bruno Uvini 4' Zakaria El Azzouzi 8' Felipe Gutiérrez 35'                                           | 1 - 0 2 - 0 3 - 0 3 - 1             | 85' Ruud Boymans                                                               | |
| | |                                     |                                                                                | |
| 22e speelronde | sc Heerenveen                                                                                       | 1 - 3 (1 - 1)                       | FC Twente                                                                      | Selectie FC Twente: |
| za. 6 februari 2016 Aanvangstijd: 19:45 uur Plaats: Heerenveen Abe Lenstra Stadion Toeschouwers: 23.125 Scheidsrechter: Dennis Higler | Henk Veerman 13'                                                                                    | 1 - 0 1 - 1 1 - 2 1 - 3             | 40' Bruno Uvini 89' Jerson Cabral 90' Hakim Ziyech                             | |
| | |                                     |                                                                                | |
| 23e speelronde | Roda JC Kerkrade                                                                                    | 0 - 1 (0 - 0)                       | FC Twente                                                                      | Selectie FC Twente: |
| za. 13 februari 2016 Aanvangstijd: 19:45 uur Plaats: Kerkrade Parkstad Limburg Stadion Toeschouwers: 15.012 Scheidsrechter: Jeroen Manschot | | 0 - 1                               | 62' Chinedu Ede                                                                | |
| | |                                     |                                                                                | |
| 24e speelronde | FC Twente                                                                                           | 3 - 0 (2 - 0)                       | SC Cambuur                                                                     | Selectie FC Twente: |
| za. 20 februari 2016 Aanvangstijd: 20:45 uur Plaats: Enschede De Grolsch Veste Toeschouwers: 25.200 Scheidsrechter: Allard Lindhout | Marvin Peersman (ed) 27' Jerson Cabral 31' Hakim Ziyech (p) 90'                                     | 1 - 0 2 - 0 3 - 0                   |                                                                                | |
| | |                                     |                                                                                | |
| 25e speelronde | FC Twente                                                                                           | 2 - 0 (1 - 0)                       | FC Groningen                                                                   | Selectie FC Twente: |
| za. 27 februari 2016 Aanvangstijd: 18:30 uur Plaats: Enschede De Grolsch Veste Toeschouwers: 25.200 Scheidsrechter: Martin van den Kerkhof | Zakaria El Azzouzi 16' Jerson Cabral 80'                                                            | 1 - 0 2 - 0                         |                                                                                | |
| | |                                     |                                                                                | |
| 26e speelronde | ADO Den Haag                                                                                        | 2 - 1 (1 - 0)                       | FC Twente                                                                      | Selectie FC Twente: |
| vr. 4 maart 2016 Aanvangstijd: 20:00 uur Plaats: Den Haag Kyocera Stadion Toeschouwers: 13.128 Scheidsrechter: Kevin Blom | Thomas Kristensen 2' Timothy Derijck 52'                                                            | 1 - 0 2 - 0 2 - 1                   | 80' Hakim Ziyech                                                               | |
| | |                                     |                                                                                | |
| 27e speelronde | FC Twente                                                                                           | 2 - 1 (0 - 1)                       | PEC Zwolle                                                                     | Selectie FC Twente: |
| za. 12 maart 2016 Aanvangstijd: 18:30 uur Plaats: Enschede De Grolsch Veste Toeschouwers: 27.200 Scheidsrechter: Danny Makkelie | Hakim Ziyech 47' Jerson Cabral 55'                                                                  | 0 - 1 1 - 1 2 - 1                   | 28' Kingsley Ehizibue                                                          | |
| | |                                     |                                                                                | |
| 28e speelronde | FC Twente                                                                                           | 2 - 2 (0 - 0)                       | AZ                                                                             | Selectie FC Twente: |
| zo. 20 maart 2016 Aanvangstijd: 12:30 uur Plaats: Enschede De Grolsch Veste Toeschouwers: 25.800 Scheidsrechter: Pol van Boekel | Stefan Thesker 75' Stefan Thesker 90'                                                               | 0 - 1 1 - 1 1 - 2 2 - 2             | 51' Vincent Janssen 77' Thom Haye                                              | |
| | |                                     |                                                                                | |
| 29e speelronde | Willem II                                                                                           | 2 - 3 (2 - 0)                       | FC Twente                                                                      | Selectie FC Twente: |
| za. 2 april 2016 Aanvangstijd: 20:45 uur Plaats: Tilburg Koning Willem II-stadion Toeschouwers: 13.110 Scheidsrechter: Dennis Higler | Erik Falkenburg 1' Lucas Andersen 42'                                                               | 1 - 0 2 - 0 2 - 1 2 - 2 2 - 3       | 57' Hakim Ziyech 73' Chinedu Ede 79' Hakim Ziyech                              | |
| | |                                     |                                                                                | |
| 30e speelronde | FC Twente                                                                                           | 0 - 1 (0 - 1)                       | Feyenoord                                                                      | Selectie FC Twente: |
| zo. 10 april 2016 Aanvangstijd: 16:45 uur Plaats: Enschede De Grolsch Veste Toeschouwers: 27.600 Scheidsrechter: Serdar Gözübüyük | | 0 - 1                               | 13' Michiel Kramer                                                             | |
| | |                                     |                                                                                | |
| 31e speelronde | De Graafschap                                                                                       | 1 - 1 (0 - 1)                       | FC Twente                                                                      | Selectie FC Twente: |
| vr. 15 april 2016 Aanvangstijd: 20:00 uur Plaats: Doetinchem Stadion De Vijverberg Toeschouwers: 12.600 Scheidsrechter: Allard Lindhout | Piotr Parzyszek 87'                                                                                 | 0 - 1 1 - 1                         | 32' Jerson Cabral                                                              | |
| | |                                     |                                                                                | |
| 32e speelronde | FC Twente                                                                                           | 2 - 0 (0 - 0)                       | Excelsior                                                                      | Selectie FC Twente: |
| wo. 20 april 2016 Aanvangstijd: 20:45 uur Plaats: Enschede De Grolsch Veste Toeschouwers: 24.500 Scheidsrechter: Ed Janssen | Jerson Cabral 85' Zakaria El Azzouzi 90'                                                            | 1 - 0 2 - 0                         |                                                                                | |
| | |                                     |                                                                                | |
| 33e speelronde | AFC Ajax                                                                                            | 4 - 0 (1 - 0)                       | FC Twente                                                                      | Selectie FC Twente: |
| zo. 1 mei 2016 Aanvangstijd: 14:30 uur Plaats: Amsterdam Amsterdam ArenA Toeschouwers: 51.727 Scheidsrechter: Kevin Blom | |                                     |                                                                                | |
| | |                                     |                                                                                | |
| 34e speelronde | FC Twente                                                                                           | 2 - 2 (1 - 1)                       | Vitesse                                                                        | Selectie FC Twente: |
| zo. 8 mei 2016 Aanvangstijd: 14:30 uur Plaats: Enschede De Grolsch Veste Toeschouwers: 26.500 Scheidsrechter: Reinold Wiedemeijer | |                                     |                                                                                | |
| | |                                     |                                                                                | |
| | |                                     |                                                                                | |

### KNVB beker
| 2e ronde | FC Groningen                          | 2 - 1 (0 - 1)     | FC Twente           | Selectie FC Twente: |
| 23 september 2015 Aanvangstijd: 18:30 uur Plaats: Groningen Euroborg Toeschouwers: 13.605 Scheidsrechter: Kevin Blom | Bryan Linssen 53' Hedwiges Maduro 60' | 0 - 1 1 - 1 2 - 1 | 21' Hidde ter Avest | BASISOPSTELLING: Drommel - Ter Avest, Uvini, Bijen, Van der Lely - Mokotjo, Ziyech , Gutiérrez - Ede, Olaitan, Cabral RESERVEBANK: Marsman, Joachim Andersen, Van der Heyden, Hölscher, Eghan, Oosterwijk, Da Cruz WISSELS: 37' Oosterwijk - Olaitan 71' Van der Heyden - Cabral 87' Da Cruz - Mokotjo TRAINER: René Hake |
| - Afwezig: Agyepong, Børven, Katsikas, Schilder, Stevens, Tapia (geblesseerd) - Gele kaarten: Oosterwijk (44'), Van der Lely (59') - Assists: Bijen - Door de 2-1-nederlaag werd FC Twente uitgeschakeld in het KNVB beker-toernooi 2015/16. |                                       |                   |                     | |
| |                                       |                   |                     | |